# Wonderful (album Madness)
Wonderful – siódmy studyjny album angielskiego zespołu ska – pop rockowego Madness. Został nagrany w 1999 roku dla wytwórni Virgin Records. Na rynku ukazał się 1 listopada tego samego roku. Producentami płyty byli Clive Langer i Alan Winstanley. Album doszedł do 17 miejsca na brytyjskiej liście przebojów.
Jest to pierwsza od 1985 roku (od Mad Not Mad) płyta Madness, oraz pierwsza od 1984 roku (od Keep Moving) nagrana z Mikiem "Monsieur Barso" Barsonem w składzie.
Piosenka "4 am" ukazała się w 1995 roku na solowej płycie Grahama "Suggsa" McPhersona The Lone Ranger, w nieco zmienionej aranżacji.

## Spis utworów
1. "Lovestruck" – 3:50 (Thompson/Barson)
2. "Johnny the Horse" – 3:19 (Smyth)
3. "The Communicator" – 3:20 (Smyth)
4. "4 am" – 3:50 (McPherson/Barson)
5. "The Wizard" – 3:27 (Smyth)
6. "Drip Fed Fred" – 4:30 (Thompson/Barson)
7. "Going to the Top" – 3:56 (Barson)
8. "Elysium" – 3:52 (Thompson/ D Woodgate)
9. "Saturday Night Sunday Morning" – 4:14 (McPherson)
10. "If I Didn't Care" – 4:25 (Jack Lawrence)
11. "No Money" – 3:14 (Thompson/ D Woodgate / N Woodgate)

## Single z albumu
- "Lovestruck" (1999) UK # 10,
- "Johnny The Horse" (1999) UK # 44
- "Drip Fed Fred" (2000) UK # 55

## Muzycy
- Graham McPherson (Suggs) – śpiew
- Mike Barson (Monsieur Barso) – instrumenty klawiszowe
- Chris Foreman (Chrissie Boy) – gitara
- Mark Bedford (Bedders) – gitara basowa
- Lee Thompson (Kix) – saksofon, śpiew (6)
- Dan Woodgate (Woody) – perkusja, instrumenty perkusyjne
- Cathal Smyth (Chas Smash) – drugi wokal, śpiew (3)
- Ian Dury – gościnny wokal (6)
- Michael Kearsey – puzon
- Jason McDermid – trąbka
- Jason Bruer – saksofon
- Terry Edwards – saksofon
- Pablo Cook – instrumenty perkusyjne